# Bashi Haixia
Bashi Haixia (ang. Bashi Channel; chiń. upr. 巴士海峡; pinyin Bā shì hǎi xiá) – kanał morski łączący Morze Południowochińskie i Morze Filipińskie, położony pomiędzy Tajwanem a wyspami Batanes. Stanowi północną część Cieśniny Luzon. Niekiedy nazwa kanału bywa również używana w odniesieniu do całej Cieśniny Luzon. Kanał ma 185 km szerokości i od 2000 do 5000 metrów głębokości.
Japończycy rozpoczęli w kanale inwazję na Filipiny podczas II wojny światowej.